# SWEEPS-04

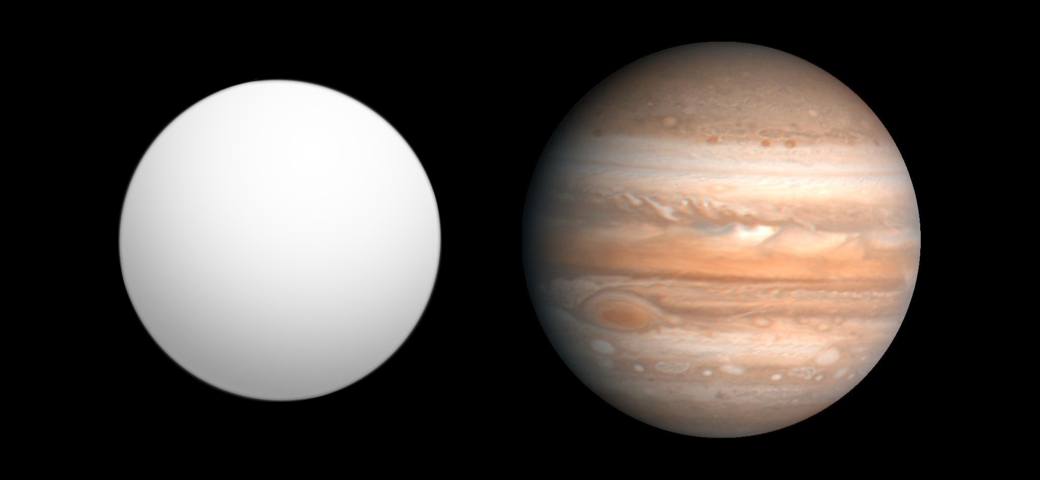

SWEEPS-04는 궁수자리에 있는 항성 SWEEPS J175853.92−291120.6을 도는 외계 행성으로, 지구에서 약 27,723광년 떨어져 있다. 이 행성은 2006년 SWEEPS 프로그램을 통해 발견되었으며 관측 기술로는 통과법이 사용되었다.
이 천체의 질량은 목성의 약 3.8배이며 지름은 목성의 약 81퍼센트에 불과하여 토성보다도 작은데, 그 이유로는 내부에 무거운 물질이 풍부하게 존재하기 때문이다. 모항성으로부터의 거리는 약 820만 킬로미터로 한 바퀴 도는 데 약 4.2일 걸린다. 공전궤도의 이심률은 0에 가깝다.

## 같이 보기
- SWEEPS-10
- SWEEPS-11